# El cubo de la basura
El cubo de la basura es una casete del grupo punk de Barcelona Kangrena que el grupo se autoeditó a finales de 1985. Incluye 29 temas, procedentes de diversas sesiones de grabación, que van desde febrero de 1983 hasta 1985. Fue la última publicación del grupo.
La portada-encarte, en fotocopia en blanco y negro, muestra, junto al logo del grupo y el título de la casete, la fotografía de un cubo de basura con bolsas a su alrededor. 
En el encarte, que forma una unidad con la portada (se trata de un folio plegado de manera que encaje en la caja de la casete), se incluye información sobre las grabaciones, las letras de las canciones, collages, una foto (fotocopia muy saturada) del grupo, etcétera. Es de señalar la parodia del logo de la campaña «Barcelona, més que mai» («Barcelona, más que nunca») lanzada por el Ayuntamiento de Barcelona en 1985, que Kangrena transforman en «Barcelona, mesca & mais» («Barcelona, mescalina y porros).
Los 13 temas de la cara A son, según se indica en las notas técnicas, anteriores a la cinta Estoc de pus, siendo los más antiguos los cinco últimos, grabados en directo en febrero de 1983 en el «Carnaval musical» organizado por Último Resorte. Entre estos temas antiguos figuran algunos de los títulos más polémicos, como «Heil Hitler» (dedicado a «los nazis convencidos. Amén», según dichas notas) o «Hijo de puta mood» (sic), donde se celebra la «cacería del mod» practicada a comienzos de la década de 1980 por algunos punks barceloneses. 
Los temas de la cara B constituyen el repertorio nuevo del grupo, correspondiente al año 1985. Excepto los cinco primeros temas de la cara, el resto no habían sido tocados nunca en directo. De este conjunto de canciones nuevas, destaca el hecho de que por una vez el grupo abandona su habitual actitud destroy para abordar una crítica política del racismo relativamente seria, en «Apartheid mata» («dedicado a los negros del Maresme»), una canción contra el servicio militar («Lo más importante») y dos canciones contra el abuso de la heroína, «Subnormal profundo» y «Toxina». El título «Hardcore rabioso» se inspira, según se explica en las notas del encarte, en unas palabras de Boliche, batería de Subterranean Kids (que, incidentalmente, también había formado parte de un grupo llamado Hardcore Rabieta).

## Listado de temas

### Cara A
1. «Fum, fum, fum» (1:10)
(popular)
2. «Radio criminal» (3:00)
3. «Venganza mortal» (1:26)
4. «Marchosa marchosa» (1:30)
5. «Imagen pública» (1:21)
6. «Acoso ciudadano» (1:33)
7. «Terapia de grupo» (1:58)
8. «Montones de basura» (1:40)
9. «Vuelta al curro» (1:42)
10. «Heil Hitler» (2:00)
11. «Muerto y loco» (2:25)
12. «Hijo de puta mood» (sic) (2:25)
13. «Kangrena» (3:04)

### Cara B
1. «Ábrete por patas» (1:55)
2. «2 MCA» (1:27)
3. «Ignorante» (1:16)
4. «Molinillo vacilón» (1:12)
5. «Rusky Puski» (1:04)
6. «Subnormal profundo» (1:03)
7. «Hardcore rabioso» (1:21)
8. «Toxina» (0:54)
9. «Intro-venenosa» (1:05)
10. «Masnou surfers» (1:23)
11. «Dancing» (2:10)
12. «Oscuridad» (2:14)
13. «Lo más importante» (1:57)
14. «Manipuladores» (1:28)
15. «No sé qué hacer» (3:00)
16. «Apartheid mata» (1:48)

## Personal
- Quoque - voz
- Kike - guitarra
- Jhonny Sex - bajo
- Manolo - batería

## Personal adicional
- Coros: Vero, Margui, Chucho
- Ingeniero: Manu

## Datos técnicos
- Todos los temas están grabados en el local del grupo, excepto los temas 9-13 de la cara A, grabados en el concierto de Cal Ignasi («Carnaval musical», febrero de 1983).
- Según se lee en el encarte, «los temas del 1 al 13 son anteriores a la cinta Estoc de pus. Los temas 19 al 29 no han sido tocados en directo».
- Mezclado por Manu en el estudio de Santi Picó

- Datos: Q5392938